# NGC 1009
NGC 1009 je galaksija u zviježđu Kit.

## Vanjske poveznice
- SEDS: NGC 1009